# Виловатово
Вилова́тово (горномар. Виловат) — село в Горномарийском районе Республики Марий Эл, центр Виловатовского сельского поселения.
Ранее Виловатый Враг — деревня и почтовая станция на Нижегородско-Казанском тракте. Численность населения — 1360 человек (2010 год).

## Географическое положение
Село расположено на трассе Козьмодемьянск — Чебоксары, в 25 км от районного центра.

## История
Деревня впервые упоминается в документах в 1717 году. Располагалось оно на екатерининском тракте, ведущем в Сибирь. На самом тракте находился пересыльный этап — ямская станция в несколько дворов и помещения для постояльцев и конвоиров со ссыльными. В селе находилась почтовая станция. В разные годы в селе бывали император Павел I с сыновьями Александром и Константином, А. С. Пушкин. В 1841 году в селе было открыто приходское училище для крестьянских детей. В годы советской власти село входило в состав Козьмодемьянского кантона, затем в состав Еласовского района.
В списках населённых мест Казанской губернии 1859 года упоминается под официальным названием деревня Виловатый Враг, в просторечии — Сат-Сола, Почтовый. Упоминается также Виловатоврагский пересыльный этап.
В 1875 году в Виловатово была построена деревянная Свято-Никольская церковь, и деревня стала селом. В 1941 году Свято-Никольская церковь была закрыта, здание в годы советской власти разрушено. В 2000 году на базе молитвенного дома началось восстановление храма. В сентябре 2006 года церковь была освящёна архиепископом Йошкар-Олинским и Марийским Иоанном.

## Численность населения
| 1859 | 2002  | 2010  |
| ---- | ----- | ----- |
| 102  | ↗1278 | ↗1360 |

Данные 1859 года приведены без учёта населения Виловатоврагского пересыльного этапа, в котором на тот момент проживало 48 мужчин и 15 женщин.
По состоянию на 1 января 2001 года, в селе было 470 хозяйств, проживало 1288 человек (605 мужчин и 683 женщины).

## Экономика
- Основным занятием жителей села является сельскохозяйственное производство.

## Известные жители
- Костатеев Гурий Васильевич (1912—2004) —  марийский советский педагог, поэт. Учитель родного языка и литературы Виловатовской средней школы (1954—1974). Заслуженный учитель школы РСФСР (1970). Участник Великой Отечественной войны. Член ВКП(б) с 1942 года.
- Терентьев Исаак Терентьевич (1919—1995) — горномарийский советский деятель сельского хозяйства, агроном. Старший, главный агроном совхоза «Сила» Горномарийского района Марийской АССР (1958—1980). Заслуженный агроном РСФСР (1960). Участник Великой Отечественной войны. Член ВКП(б).
- Яранов Валериан Иванович (1912—2000) —  горномарийский советский деятель сельского хозяйства, агроном. Заслуженный агроном Марийской АССР (1960). Участник Великой Отечественной войны. Член ВКП(б) с 1941 года. Кавалер 2-х орденов Отечественной войны и 2-х орденов «Знак Почёта».